# Altan Tobchi
L'Altan tovch (mongol : ᠠᠯᠲᠠᠨ
ᠲᠣᠪᠴᠢ, VPMC : Altan Tobchi, cyrillique : Алтан товч ou Алтан тобчи, MNS : Altan tovch ou Altan Tobchi, ISO 9 : Altan Tovč ou Altan Tobči, littéralement : L'abrégé d'or) est une chronique mongole du XVIIe siècle écrite par Güüsh Luvsandanzan (Гүүш Лувсанданзан) sous le titre « Эртний хаадын үндэслэсэн төр ёсны зохиолыг товчлон хураасан Алтан Товч хэмээн оршвой » (Ertnii khaadyn ündeslesen tör yosny zokhiolyg tovchlon khuraasan Altan Tovch khemeen orshvoi). Elle raconte l'histoire de l'Empire mongol, de Gengis Khan à Ligden Khan.